# Esther Alzaibar
Esther de Alzaibar (San Juan de Puerto Rico, Puerto Rico, 28 de agosto de 1930-Caracas, Venezuela, 26 de enero de 2022) fue una ceramista puertorriqueña nacionalizada venezolana. Fue profesora de cerámica en el Instituto Neumann de 1972 hasta 1976 y de la Escuela Cristóbal Rojas de 1974 hasta 1976. Se le reconoce un legado como docente y pionera en el arte de la cerámica, por ser una de las fundadoras de la Asociación Venezolana de las Artes del Fuego y por las significativas piezas que forman parte del patrimonio del Museo de Arte Contemporáneo de Caracas.
Fundó el conocido Taller Barro y Fuego en El Hatillo (Edo. Miranda), donde además comenzó con la comercialización de lo que fabricaba y abrió una tienda anexa. En el galpón-taller, actualmente, posee piezas terminadas, utensilios como estecas, rastecas, tornetas, balanzas, hornos eléctricos, planchas para el secado de los cacharros, y el gran horno a gas. Un arsenal completo que da al lugar el sello de ser sitio de creación y trabajo.

## Estudios y obras
Luego de una ruptura matrimonial, a manera de despegar la mente comenzó a trabajar con la cerámica. Consiguió con esto la paz que necesitaba y aprendió a tener paciencia. Esther, en una entrevista, afirma: "El apuro está reñido con la arcilla, ella se toma tiempo para todo".
Comenzó entonces sus estudios con Reyna Herrera en la Casa de la Cultura Mariano Picón Salas de Caracas y en la Escuela Cristóbal Rojas entre 1968 y 1972.
Tuvo como mentor al profesor Sergio González, venezolano estudiado en México. González le brindó todos los conocimientos que hicieron de Esther no solo una ceramista de escuela, sino que la impulsó en el oficio de la docencia.
Fue profesora de cerámica del Instituto Neumann entre 1972 y 1976 y de la Escuela Cristóbal Rojas (1974-1976). Para este último periodo, participó en la exposición “Ceramistas de Venezuela” (Casa Andrés Bello) y en una exposición del Colegio de Profesores realizada en el Ateneo de Caracas.
En 1975 formó parte de la colectiva “Mujeres artesanales e industriales” (Palacio de las Industrias, Caracas). Ese mismo año fundó el Taller Barro y Fuego en El Hatillo (Edo. Miranda).
En 1977 participó en la colectiva “Taller de cerámica” en el MACC, y en 1985 expuso con Renate Pozo en la Sala Ipostel. Ha participado en el VI y VII Salón Nacional de las Artes del Fuego (Valencia, Edo. Carabobo, 1978 y 1979) y en la XII y XIII Exposición Artes del Fuego en la Sala Mendoza entre 1979 y 1980.

### Taller Barro y Fuego
En la década de los 70 fundó el hoy conocido Taller Barro y Fuego en El Hatillo (Edo. Miranda), un espacio para la enseñanza del arte de la cerámica, y ubicado en su casa actual de El Hatillo, la cual había sido comprada 57 años atrás, durante su primer matrimonio.
Recibió a alumnos y a profesores extranjeros que venían a dar charlas y talleres. Además, ella misma daba clases inspirada en sus mentores, como el profesor González de la Cristóbal Rojas. Para avanzar en su labor empieza por importar desde Japón los primeros seis tornos marca Shimpo, que le facilitarían su oficio y el de los alumnos.
Con este taller comenzó con la comercialización de lo que fabricaba y abrió una tienda anexa. En el galpón-taller, actualmente, posee piezas terminadas, utensilios como estecas, rastecas, tornetas, balanzas, hornos eléctricos, planchas para el secado de los cacharros, y el gran horno a gas. Un arsenal completo que da al lugar el sello de ser sitio de creación y trabajo.

## Estilo
Comenzó confeccionado al torno formas cerradas ovoides y cilíndricas, especie de esferas muy talladas. Más tarde estiliza sus formas y realiza boles, vasijas y botellas.
Durante una época desarrolló sus “murales”, bloques compactos de arcilla tallados. Según Nelly Barbieri: “Lo más característico de su obra son los grandes boles abiertos al torno. De pequeñas bases y dilatado diámetro en el borde parece que retaran la sensatez y la estabilidad de la forma” (1998, p. 34). Estas piezas son torneadas en gres, con quemas por oxidación en hornos eléctricos o por reducción en hornos de gas.

## Exposiciones individuales
- 1981 • Galería Terracota, Caracas